# Kenya Airways
Kenya Airways is de nationale luchtvaartmaatschappij uit Kenia met als basis Jomo Kenyatta International Airport. Kenya Airways verzorgt vluchten binnen Afrika en naar Azië en Europa, waaronder een dagelijkse vlucht tussen Amsterdam en Nairobi uitgevoerd met een Boeing 787-8.

## Aandeelhouder KLM en lidmaatschap SkyTeam
KLM had sinds 1995 een aandelenbelang van 26% in Kenya Airways. In april 2012 kondigde de maatschappij een aandelenemissie aan ter waarde van 250 miljoen dollar. De opbrengst werd gebruikt voor de aanschaf van nieuwe vliegtuigen. KLM participeerde in deze emissie om haar belang op 26% te handhaven; dit vergde een investering van 65 miljoen dollar. Bij een financiële herstructurering in 2017 daalde het belang van KLM tot 7,76%. Het belang van de Keniaanse overheid nam toe tot 48,9%.
In 2007 verbond Kenya Airways zich als associate member aan het SkyTeam, waarna het in 2010 als volledig lid toetrad. 

## Participaties
Kenya Airways heeft 49% van de aandelen in Precision Air, de grootste luchtvaartmaatschappij van Tanzania. Kenya Airways is 100% eigenaar van de Keniaanse lagekostenluchtvaartmaatschappij Jambojet.

## Ongelukken
- Op 31 januari 2000 stortte een Airbus A310 van Kenya Airways vlak na de start neer in zee bij Abidjan (Ivoorkust). 169 van de 179 inzittenden van Kenya Airways-vlucht 431 kwamen om het leven.
- Op 5 mei 2007 verongelukte een Boeing 737-800 van de maatschappij in het zuiden van Kameroen. Het toestel was onderweg van Abidjan naar Nairobi in Kenia en had zojuist een tussenlanding gemaakt in Douala. Aan boord van Kenya Airways-vlucht 507 bevonden zich 108 passagiers en 6 bemanningsleden. Geen van hen overleefde het ongeluk.

## Vloot
De vloot van Kenia Airways bestaat in februari 2023 uit de onderstaande vliegtuigen:
- 2  Boeing 737-300F
- 8  Boeing 737-800
- 9  Boeing 787-8
- 15 Embraer ERJ-190